# Староиликеево
Староилике́ево (баш. Иҫке Илекәй) — деревня в Балтачевском районе Республики Башкортостан Российской Федерации. Входит в состав Старобалтачёвского сельсовета. 

## География

### Географическое положение
Расстояние до:
- районного центра (Старобалтачёво): 4 км.

## Население
| 2002 | 2009 | 2010 |
| ---- | ---- | ---- |
| 184  | ↗200 | ↘169 |

Согласно переписи 2002 года, преобладающая национальность — башкиры (97 %).